# Non chiamatela Crudelia Demon
Non chiamatela Crudelia Demon è un libro storico scritto da Anna Lavatelli del 2012.

## Trama
Katia ha quattordici anni, amici sbagliati ma gli unici a non farla sentire esclusa. Due genitori che, per via della già complicata vita, non possono darle attenzioni e così Katia non deve dare retta a nessuno, solo a se stessa. Questo fino a quando, non proprio per caso, incontra l'anziana signora Olga Mautino, bersaglio di ingiurie e scherzi da parte del gruppo di cui lei stessa fa parte. Un incontro dapprima imposto e poi voluto dal quale Katia impara ad ascoltare, a provare interesse per gli altri e per se stessa. A fare incontrare due generazioni così lontane è  la curiosità di Katia per la storia personale di Olga Mautino testimone della prima guerra mondiale che per lei significò la perdita dei genitori e della sorellina (il cui nome era Katia), poi il loro essere simili nei rapporti con gli altri, la comune necessità di aprirsi solo con chi avesse dato loro prova di fiducia. Katia capisce con Olga che essere adolescenti non significa necessariamente mancanza di responsabilità, di interessi, di sentimenti veri; così lei smette di vivere a folle, mette una marcia, e incomincia a fare le sue scelte.